# Serrigny-en-Bresse
Serrigny-en-Bresse település Franciaországban, Saône-et-Loire megyében. Lakosainak száma 187 fő (2022. január 1.). Serrigny-en-Bresse Saint-Didier-en-Bresse, Mervans, La Racineuse, Saint-Martin-en-Bresse és Villegaudin községekkel határos.

## Népesség
A település népessége az elmúlt években az alábbi módon változott:
| Lakosok száma | 194  | 196  | 201  | 200  | 194  | 189  | 188  | 186  | 187  |
|               | 2013 | 2015 | 2016 | 2017 | 2018 | 2019 | 2020 | 2021 | 2022 |